# Alexander von Rexin
Johann Friedrich Alexander von Rexin (* 25. Oktober 1821 in Neuruppin; † 30. Januar 1914 in Woedtke) war ein preußischer Gutsbesitzer und Politiker.

## Leben
Alexander von Rexin war Angehöriger des pommerschen Adelsgeschlechts von Rexin. Seine Eltern waren der preußische Major August von Rexin (1778–1843) und Pauline, geb. Bautze (1796–1863).
Er heiratete 1844 Klara von Gottberg (1826–1906) und hatte fünf Töchter und zwei Söhne.
Er war preußischer Hauptmann a. D., Fideikommissherr auf den Gütern Woedtke und Gnewin (Landkreis Lauenburg, Pommern) und war Kreisdeputierter.
Rexin wurde 1904 anlässlich seines 50-jährigen Herrenhaus-Jubiläums zum Wirklichen Geheimrat ernannt. Er war einer der wenigen – wenn nicht sogar der einzige –, der mit seiner 60-jährigen Mitgliedschaft von 1854 bis zu seinem Tod im Jahr 1914 während nahezu der gesamten Bestandsdauer des Preußischen Herrenhauses (1854–1918) dort Sitz und Stimme hatte.

## Orden und Ehrenzeichen
- Preußischer Kronen-Orden II. Klasse (1893)
- Rechtsritter des Johanniterordens